# Никольский собор (Питтсбург)
Никольский собор (англ. Saint Nicholas Greek Orthodox Cathedral) — православный кафедральный собор Питтсбургской митрополии Американской архиепископии Константинопольского патриархата, расположенный в Окланде (419 South Dithridge Street), в пригороде Питтсбурга, в США.

## История
Собор был построен в 1904 году в стиле неоклассицизма по проекту американского архитектора Томаса Ханна и использовался Конгрегациональной церковью до 1921 года, а в 1923 году был приобретён греческой общиной.
В 1982 году внесён в список охраняемых исторических объектов Питтсбурга.